# Павлоград
Павлогра́д (укр. Павлогра́д) — город в Днепропетровской области Украины, центр Павлоградского района. Расположен между реками Самарой (притоком Днепра) и Волчьей (притоком реки Самары). Через город проходит высохшая река Гнёздка.
Получил статус города в 1784 году.
Является центром Западного Донбасса — каменноугольного бассейна. Значительная часть валового продукта приходится на добычу угля. Привлекателен своим выгодным географическим положением. Расположен на трассе Киев — Луганск — Изварино, между городами Днепр и Донецк. Удалённость от областных центров в пределах 220 км: Днепр — 75 км; Запорожье — 102 км; Донецк — 194 км; Харьков — 197 км; Полтава — 215 км.
Население на 1 января 2021 года составляло 104 016 постоянных жителей, 103 073 человека — наличное население

## История
В начале 1770 года запорожец, войсковой старшина Матвей Хижняк построил здесь зимовник, от которого пошли Матвеевские хутора, а позже — слобода Матвеевка. Первыми её поселенцами были запорожцы Самарской и Кальмиусской паланок и демобилизованные военные.
С 1779 года Матвеевка переименовывается в Луганское — штаб-квартиру Луганского пикинёрского полка под командованием М. И. Голенищева-Кутузова.
С образованием Екатеринославского наместничества Павлоград входит в его состав как уездный город, названный в честь наследника престола Павла Петровича.
В 1784 году Павлоград получил статус города.
К концу XVIII века в нём было 426 дворов и 2419 жителей. Жили горожане в глиняных мазанках, а первый каменной постройкой был Свято-Вознесенский собор на Соборной площади.
Первый герб города был утверждён 29 июля 1811 года, второй герб — 26 сентября 1979 года.
План города был составлен шотландским архитектором Вильямом Гесте и утверждён императором Николаем І 31 июля 1831 года.
В 1871 году первым городским головой избирался купец И. К. Шалин, в честь которого была названа центральная улица (ул. Шалинская, затем — ул. Ленина, теперь — ул. Соборная).
В 1892 году городским головой был избран купец второй гильдии А. В. Парманин, человек энергичный, инициативный и уважаемый. Под его руководством город начинает развиваться: строится церковь Спасо-Нерукотворного образа (на средства Я. Ф. Голубицкого), Свято-Успенский храм (на средства братьев Рыбниковых), новое здание мужской гимназии, женская гимназия, казармы для солдат и военная церковь для 135-го пехотного Керчь-Еникальского полка.
Город развивался и в конце XIX века Павлоград становится известным центром торговли зерном и мукой. Павлоградский хлеб экспортировался в города Российской империи, в Лондон, Стамбул. На его территории работали салотопный, кожевенный, литейный, масляный заводы, табачные фабрики, паровые мельницы, ситценабивная фабрика, городской банк, росла и сеть образования — в 1897 году в городе действовало 12 учебных заведений.
Город строился как военное ограждение для защиты интересов Российской империи.
В 1896 году был построен Графский театр на средства семьи Голенищевых-Кутузовых. В 1870-е годы была построена железнодорожная магистраль между Санкт-Петербургом и Симферополем, которая прошла через Павлоград.
По данным переписи 1897 года, Павлоград, входя в состав преимущественно украиноязычного Павлоградского уезда, являлся городом, где относительно преобладал русский (в переписи — «великорусский») язык: его из 15 775 жителей города родным назвал 5 421 житель (34,36 %), украинский («малорусский») — 5 273 жителя (33,43 %), идиш («еврейский») — 4 353 (27,59 %), польский — 312 (1,98 %), татарский — 185 (1,17 %), другие языки — 231 (1,47 %).
В 1912 году по проекту техника С. А. Фетисова было построено здание городской управы (ныне здание «Укрпочты»), по проекту Басьмана — здание железнодорожного вокзала (1912 год).

### После 1917 года
20 ноября 1917 года Павлоград вошёл в состав Украинской Народной Республики.
18 декабря 1917 [31 декабря 1917] объединённый отряд, состоящий из харьковских, путиловских красногвардейцев, петроградских красногвардейцев Московской заставы, отряда солдат из 30-го пехотного полка, 3-й Брянской артиллерийской батареи и одного бронепоезда с боем занял город. Отрядом командовал кадровый офицер, капитан П. В. Егоров.
26 декабря 1918 года в городе произошёл погром, в ходе которого было убито много евреев. В результате в советское время многие евреи покинули город.
В июле 1919 года Павлоград вновь был захвачен белыми. В начале января 1920 года 14-я советская армия в ходе [militera.lib.ru/h/savchenko_va/07.html Павлоград-Екатеринославской операции] отсекла левофланговую группу Добровольческой армии, окончательно заняв город.
В 1925 году город стал окружным центром, а с 1926 года — районным. С 1939 года Павлоград — отдельная административная единица, город областного подчинения.
С 1931 года в Павлограде действовал артиллерийский полигон, который перед Великой Отечественной войной превратился в большой артполигон. Два больших завода города работали на оборону.

#### Оккупация, освобождение
С 11 октября 1941 года по 18 сентября 1943 года город был оккупирован немецкими и итальянскими войсками и разрушен на три четверти. На протяжении всего времени оккупации в нём работал подпольный обком партии во главе с Н. И. Сташковым. День освобождения города — 18 сентября — стал ежегодным праздником — Днём города.
В период германской оккупации в Павлограде действовал концентрационный лагерь для советских военнопленных Dulag 111. Когда город был оккупирован немцами, они вели учёт евреев, оставшихся в нём, и сосредоточили их в небольшом гетто, созданном там, куда также привозили евреев из других мест. Из этого гетто евреев отправляли на тяжёлые принудительные работы, стреляя в ослабленных рабочих и детей.
В ноябре 1941 года около 670 еврейских беженцев из Польши, прибывших в город, были убиты в городском гетто. В июне 1942 года оставшиеся 2100 евреев в городском гетто были убиты.
Одновременно с наступлением РККА в городе началось восстание. 17 февраля 1943 года он был освобождён от гитлеровских германских войск советскими войсками Юго-Западного фронта в ходе Ворошиловградской операции:
- 1-й гвардейской армии в составе: 35-й гв. сд (генерал-майор Кулагин, Иван Яковлевич) 4-го гв. ск (генерал-майор Гаген, Николай Александрович).
- В освобождении города участвовал подпольный отряд майора Кравченко[10]. По другой версии, Кравченко отступил из города до начала операции и на момент освобождения был в фильтрационном лагере НКВД в Воронежской области[11].

Через 5 дней гитлеровцы, проведя контрнаступление, вновь заняли Павлоград (22 февраля 1943 года).
Полное освобождение города состоялось 18 сентября 1943 года. Именно этот день стал ежегодным общегородским праздником — Днём города.
Город был освобождён советскими войсками Юго-Западного фронта в ходе Донбасской операции:
- 12-й армии в составе: 66-го ск (генерал-майор Куприянов, Дмитрий Андреевич) в составе: 350-й сд (генерал-майор Вехин, Григорий Иванович), 333-й сд (генерал-майор Голоско, Анисим Михайлович), передовой отряд 203-й сд (полковник Зданович, Гавриил Станиславович); 172-й сд (генерал-майор Тимофеев, Николай Сергеевич), 60-й гв. сд (генерал-майор Монахов, Дмитрий Петрович); 31-й гвардейской тбр (генерал-майор т/в Бурдов, Денис Максимович).
- 17-й воздушной армии в составе: части войск 288-й иад (полковник Смирнов, Борис Александрович) 1-го смешанного авиакорпуса (генерал-майор авиации Шевченко, Владимир Илларионович).[13]

Приказами Верховного Главнокомандующего И. В. Сталина в ознаменование одержанной победы соединения и воинская часть, отличившиеся в боях за освобождение города Павлограда, получили наименование «Павлоградских»:
- 60-я гвардейская стрелковая дивизия (генерал-майор Монахов, Дмитрий Петрович)
- 172-я стрелковая дивизия (генерал-майор Тимофеев, Николай Сергеевич)
- 288-я истребительная авиационная дивизия (полковник Смирнов, Борис Александрович)
- 305-я штурмовая авиационная дивизия (подполковник Михевичев, Николай Германович)
- 269 отдельный сапёрный батальон (капитан Шевчук, Фёдор Кузьмич).

В послевоенное десятилетие город был фактически отстроен заново. За это время сложилась новая промышленная структура города, в которую вошли предприятия машиностроительной, строительной, химической, перерабатывающей, лёгкой и пищевой промышленности. В 1950-е годы началась новая история города как центра Западнодонбасского угольного бассейна, шахтёрского региона.
В 1960—1980-е годы город Павлоград — стратегический объект, поскольку на оборонных заводах города производились межконтинентальные баллистические ракеты (МБР) и их комплектующие, в основном двигатели. Здесь собирали ракеты Р-36М2, РТ-23УТТХ, РС-22 и другие, являвшиеся в то время одними из самых мощных видов оружия в мире.
Указом Президиума Верховного Совета СССР от 23 октября 1979 года город Павлоград за заслуги трудящихся города в революционном движении, борьбе с немецко-фашистскими захватчиками в годы Великой Отечественной войны и успехи, достигнутые в хозяйственном и культурном строительстве, награждён орденом Трудового Красного Знамени.
20 марта 2024 года Верховная Рада Украины поддержала переименование Павлоград в город Матвеев.
9 октября 2024 года законопроект о переименовании города на Матвеев не набрал достаточное количество голосов и был отстранен.
- Свято-Успенський храм
- Георгиевская церковь
- Здание городской управы
- Храм Спасо-Нерукотворного образа
- Костёл святого архангела Михаила

## Население
Население на 1 марта 2015 года составляет 109 201 постоянных жителей и 110 144 человек наличного населения, на 1 января 2021 года — 104 016 постоянных жителей, 103 073 человека — наличное население.
Численность населения Павлограда:
| 1897  | 1923  | 1926  | 1939  | 1959  | 1970  | 1979   | 1989   | 2001   | 2011   | 2012   | 2013   | 2014   |
| ----- | ----- | ----- | ----- | ----- | ----- | ------ | ------ | ------ | ------ | ------ | ------ | ------ |
| 15775 | 15380 | 17957 | 39710 | 45827 | 80227 | 107267 | 131414 | 118816 | 110644 | 110470 | 110070 | 109739 |

Численность населения Павлограда с 2011 по 2024 г.
| Год  | Численность |
| ---- | ----------- |
| 2011 | 110 644     |
| 2012 | 110 470     |
| 2013 | 110 070     |
| 2014 | 109 739     |
| 2015 | 109 305     |
| 2016 | 108 623     |
| 2017 | 107 742     |
| 2018 | 106 184     |
| 2019 | 105 238     |
| 2020 | 104 225     |
| 2021 | 103 073     |
| 2022 | 101 430     |
| 2023 | ?           |
| 2024 | 110 144     |

По данным переписи 2001 года, украинцы составляли 72,26 % населения Павлограда, русские — 24,95 %.

### Языковой состав
По данным переписи 1897 года, Павлоград, входя в состав преимущественно украиноязычного Павлоградского уезда, являлся городом, где относительно преобладал русский:
| Язык                       | Численность, чел. | Доля     |
| -------------------------- | ----------------- | -------- |
| Русский («великорусский»)  | 5 421             | 34,36 %  |
| Украинский («малорусский») | 5 273             | 33,43 %  |
| Идиш («еврейский»)         | 4 353             | 27,59 %  |
| Польский                   | 312               | 1,98 %   |
| Татарский                  | 185               | 1,17 %   |
| Другие                     | 231               | 1,47 %   |
| Итого                      | 15 775            | 100,00 % |

Родной язык населения по данным переписи 2001 года:
| Язык       | Численность, чел. | Доля     |
| ---------- | ----------------- | -------- |
| Украинский | 70 876            | 59,23 %  |
| Русский    | 47 657            | 39,82 %  |
| Другое     | 1 139             | 0,95 %   |
| Итого      | 119 672           | 100,00 % |

Украинский язык является единственным официальным языком Павлограда.
По данным Государственной службы статистики Украины в 2024/25 учебном году все 304 080 учащихся в учреждениях общего среднего образования в Днепропетровской области обучались в украиноязычных классах.

## Промышленность
Основные предприятия Павлограда:
- Павлоградский химический завод (ПХЗ) — химическое предприятие, специализирующееся на выпуске взрывчатых веществ и боеприпасов. В советское время занимался заправкой стратегических ракет[22].
- ЧАО «ДТЭК Павлоградуголь» специализируется на добыче энергетического угля марки ДГ и коксующегося угля марки Г. Добыча угля в 2019 году составила 18,2 млн тонн[23]. В состав ЧАО «ДТЭК Павлоградуголь» входят 5 шахтоуправлений (10 шахт), 23 структурных подразделения, 57 объектов социальной сферы. ЧАО «ДТЭК Павлоградуголь» входит в состав Донбасской топливно-энергетической компании — компании, управляющей энергетическими активами группы[24].
- Павлоградский механический завод (ПМЗ) — филиал Южного машиностроительного завода (ЮМЗ, Днепр), занимавшегося проектированием (КБ «Южное») и изготовлением ракет для военных целей. После распада Советского Союза предпринимаются попытки мирного использования ракет-носителей[25].
- Павлоградский завод технологического оборудования (ПЗТО) — производитель металлообрабатывающих станков[26].
- ООО «Павлоградспецмаш» — производство продукции торговой марки «Будмайстер»: строительные леса, подмостки, опалубка, сцены и подиумы[27].
- Павлоградский завод химического машиностроения («Павлоградхиммаш») — старейший павлоградский завод (основан в 1878 г.)[28].
- ПАО «Завод „Палмаш“» — бывший завод «Литмаш», производитель литейного оборудования[29].
- ТОВ «Завод сверхтвёрдых покрытий Фаст Энерджи», предприятие, оснащённое современной технологией, позволяющей наносить износостойкие покрытия (карбиды вольфрама, керамические покрытия) плазменным и высокоскоростным способом[30].

Последнее время в городе динамично развивается сфера услуг. В городе расположено 5 торговых центров: «ЦУМ», «Гулливер», «Олимпия», «Куб», «Park Center». Также на улицах можно увидеть многочисленные МАФ-ы.
Открыто более 15-ти супермаркетов сети АТБ, VARUS и Сільпо.
В 2019 году в Павлограде, 4-м по счёту городе страны (после Киева, Днепра и Харькова), открылся ресторан быстрого питания KFC.

## Транспорт
В городе расположен железнодорожный узел Павлоград-1 на линии Харьков — Симферополь Приднепровской железной дороги, от станции отходит ветка к городу Покровску и на Новомосковск. Станция Павлоград-2 находится на ветке в Покровск. Также есть автобусный вокзал. Городской транспорт представлен автобусами и маршрутным такси.

## Культура

### Театры
- Павлоградский драматический театр им. Б.Е. Захавы. (ул. Харьковская, 65)

### Музеи
- Павлоградский Историко-Краеведческий Музей (Музейный переулок,2)

### Библиотеки
- Центральная городская библиотека им. А. П. Светличной (улица Центральная, 67/4)
- Центральная детская библиотека (ул. Соборная 62/3)
- Всевековая библиотека семейного чтения «ДиМ» (ул. Днепровская, 557/1)
- Библиотека семейного чтения № 3 (ул. Центральная 44/50-5)
- Библиотека семейного чтения № 4 (ул. Кравченка 4/1)
- Библиотека семейного чтения № 5 (ул. Днепровская, 22)

### Радиостанции
FM:
- 90.3 МГц — Радио «ПТРК»
- 91.1 МГц — Ранее задействованная частота (было «Радио Прямой FM»)
- 93.6 МГц — план DJ FM
- 100.2 МГц — Украиноязычное радио «Краина FM»
- 100.9 МГц — UA: Радио Проминь (с 20.06.2007 до середины октября 2017 частоту использовала ТОВ фирма «Волынь», Украина", первоначально с позывным «Ника-FM», с лета 2007 по 14.04.2009 — «Radio ONE», с 15.04.2009 по 27.01.2012 — «Радио Алла», с 27.01.2012 по 1.04.2016 — «Europa Plus Украина», с 2.04.2016 — «NRJ Украина»)
- 102.2 МГц — «Радио Шансон»
- 103.8 МГц — Национальная сеть «ХІТ FM»
- 104.2 МГц — UA: Украинское Радио
- 106.1 МГц — «Авторадио Украина»
- 107.1 МГц — «Радио Культура» (с 09.11.2006 года по 13.01.2022 частоту использовала ТОВ "ТРК «НБМ-Радио»: первый позывной — «Радио 5» — «Ретро FM»)
- 107.9 МГц — Радио «Самара»

## Спорт

### Футбол
В 1923 году был создан первый спортивный коллектив павлоградщины — футбольная команда «Металлист». Одновременно были организованы ещё две команды — «Строитель» (впоследствии переименован в «Штурм») и «Желдор». Позднее участие в соревнованиях принимали также команды «Печатник» и «Пищевик». Увеличение числа футбольных команд послужило толчком к началу строительства стадиона «Шахтёр» (им. Шахты Героев Космоса)
в парке им. 1-го Мая. В день его открытия (май 1927 года) команда «Штурм» встретилась со сборной 30-й Иркутской дивизии. В начале 30-х годов на смену распавшемуся «Штурму» пришла команда «Индустрой», состоящая из строителей и рабочих химзавода. С окончанием строительства химзавода была организована команда «Азот». Во время Великой Отечественной войны часть футболистов ушла на фронт, и наступил длительный перерыв в футбольной жизни города.
В 1948 году была организована команда «Химик», играющим тренером которой был А. В. Журавлёв. Эта команда играла в первенстве УССР. В связи с развитием Западного Донбасса в городе была организована команда «Шахтёр». После её распада была организована команда «Зенит», которая представляла Павлоград в чемпионате области.
Наибольшее развитие футбол в Павлограде получил с 70-х годов, благодаря сельскому спорту. В 1973 году по инициативе председателя колхоза им. ХХІІ съезда КПСС Обдулы И. С. в с. Межирич Павлоградского района была создана команда «Колос» (Павлоград). Которая в 1977 году начала участвовать в первенстве УССР среди коллективов физкультуры (КФК). В 1980 году «Колос» оказался единственной из 72 команд-участниц первенства УССР, прошедшей предварительный этап без поражений. Финальный турнир проходил в Павлограде, и «Колос», заняв в нём первое место, впервые стал чемпионом УССР. Вместе со званием «чемпионов» павлоградские футболисты завоевали единственную путёвку во вторую лигу советского футбола. Во второй лиге «Колос» сразу вышел на ведущие позиции и трижды завоевал медали (1982 год -«бронза», 1983,1984 год -«серебро»). Забив 99 голов, павлоградцы побили рекорд результативности, который продержался 19 лет (в 1964 году львовские армейцы забили 94 гола). С 1986 года команда стала представлять коллектив шахты им. Героев космоса ПО «Павлоградуголь», получив новое название — «Шахтёр». В честь команды был назван стадион в парке им.1-го Мая, который был её домашней ареной. Растеряв многих игроков, команда не смогла на равных играть с соперниками, из-за этого она занимала места в середине и в конце турнирной таблицы. Павлоградцы были тогда немногими ещё из советских команд, которым удалось побывать на африканском континенте, где они успешно сыграли товарищеские игры. Заняв 12-е место в последнем первенстве УССР, «Шахтёр» получил право стартовать в первом чемпионате независимой Украины в первой лиге. В первом чемпионате команда выступала в одной группе с нашим «Шахтёром-2» и заняла 7-е место (13 побед, 4 ничьи, 9 поражений, мячи 46-33, 30 очков). Павлоградцы по забитым мячам стали тогда лучшими в лиге. Во втором чемпионате павлоградцы выступили неудачно. Команда заняла последнее, 22-е место в первой лиге (6 побед, 4 ничьи, 32 поражения, мячи 35-92, 16 очков) и выбыла во вторую лигу. Занимая места в нижней части турнирной таблицы (9 место из 14 команд, 22 из 22, 20 из 22) «Шахтёр», перед вторым кругом сезона 1994/95 объединился с любительской командой «Космос» (Павлоград) под собственным названием. В следующем сезоне команда сменила название на «Космос» и снялась с соревнований после 11-го тура, прекратив свои выступления. Некоторые игроки ушли в другие футбольные клубы, а некоторые игроки перешли в футбольный клуб «Горняк» (Павлоград), который в советское время как и «Космос» до объединения с «Шахтёром» выступал на любительском уровне. В 1992 году команда завоевала Кубок области, что дало ей право выступить в розыгрыше Кубка Украины. В этом турнире павлоградцы не смогли пройти первый раунд, уступив кировоградской «Звезде» 0:3. В сезоне 1997/98 «Горняк» принял участие в первенстве Украины среди команд второй лиги. Заняв итоговое 15-е место, павлоградская команда должна была отстаивать своё место во второй лиге в соперничестве с 
«Шахтёром»(Горловка). Уступив в первом поединке 1:2, «Горняк» отказался от участия во втором матче и потерял место во второй лиге.
Затем в Павлограде почти 20 лет не было профессионального активного украинского футбола, кроме первенства среди шахтёров и государственных служб, а также футбола детско-юношеской футбольной лиги Днепропетровской области.
В апреле 2018 года, в городе образовались две профессиональные команды — это футбольный клуб «Atrium», и футбольный клуб «Павлоград».
Футбольный клуб «Аtrium» был создан по инициативе Генерального Директора дорожно-строительной компании ООО «Евробуд Плюс» Карена Антонян 26 апреля 2018 года. Первым тренером ФК «Аtrium» с 26.04.2018 по 30.09.2019 г. стал Константин Викторович Боженар — бывший игрок Павлоградского «Шахтёра» и «Космоса» Кировоградской «Зирки», Павлоградского «Горняка». В клубе так же играли два его сына, Даниил и Кирилл Боженары, тоже профессиональные футболисты. Вторым тренером с 01.10.2019 по 02.11.2019 стал Иван Андреевич Тарасов — игрок «Атриума», бывший игрок Днепропетровского «Днепра», Зачепиловского «Колоса», Шевченковского «ВПК-Агро». В конце 2018 года футбольный клуб завоевал I место в Первой Лиге Чемпионата Днепропетровской области по футболу, после чего вышел в Суперлигу Чемпионата Днепропетровской области. В 2019 году занял ІІ место в Суперлиге Чемпионата Днепропетровской области, и стал победителем Кубка Днепропетровской области завоевавши новый престижный футбольный трофей — «Кубок Днепропетровской области 2019». 6 ноября 2019 года, из-за отсутствия главного тренера футбольный клуб «Атриум» прекратил свою работу.
Футбольный клуб «Павлоград» был создан за счёт местного бюджета 24.04.2018 года. Тренером стал Андрей Степанович Ильяшов — бывший игрок Запорожского «Металлурга», Днепродзержинской «Стали», Черниговской «Десны», Криворожского «Горняка», Зачепиловского «Колоса». В конце 2018 года футбольный клуб завоевал ІІІ место в Первой Лиге Чемпионата Днепропетровской области, после чего вышел в Суперлигу Чемпионата Днепропетровской области. В 2019 году стал полуфиналистом Кубка Днепропетровской области по футболу и занял VI место в Суперлиге Чемпионата Днепропетровской области.

### Хоккей
В Павлограде с 2009 года существует любительская хоккейная команда — это хоккейный клуб «Павлоград» (раньше был «Павлоградец»),
который 30 марта 2013 года, сразился в товарищеском матче с хоккейным клубом «Приднепровск»: ХК «ПРИДНЕПРОВСК» — ХК «ПАВЛОГРАД» — 7:5 (1:3, 4:2, 2:0). А, 8 апреля 2013 года, сразился в ответной встрече:
ХК «ПАВЛОГРАД» — ХК «ПРИДНЕПРОВСК» — 6:8 (1:5, 4:3, 1:0).
В 2016 году хоккейный клуб «Павлоград» вместе с городским головой открыл во дворе ФСК им. Шкуренко Павлоградский городской каток, что временно находится без специального укрытия, из-за чего работает не на постоянной основе.

### Спортивные секции
Бокс, тайский бокс, каратэ, ушу, дзюдо, боевой гопак, спортивная борьба, кикбоксинг, атлетизм (лёгкая, тяжёлая атлетика), воркаут, художественная гимнастика, спортивная гимнастика, спортивно-бальные танцы, спортивно акробатический рок-н-ролл, шейпинг, баскетбол, футбол, волейбол, спорт с собаками, инваспорт, плавание, бадминтон, гандбол, шашки, шахматы.

### Российско-украинская война
С самого начала войны город регулярно обстреливается, начиная с 2024 года обстрелы ракетами сменились на волновые атаки БПЛА.
Население города впервые за более чем 10 лет времени выросло, превысив отметку в 110 тыс. Наиболее вероятная причина этому —  приток беженцев из Донбасса и других регионов в зоне боевых действий.
6 сентября 2024 года несколько баллистических ракет поразили промышленный объект в районе Литмаш (Палмаш), в результате прилетов были ранены 64 человека, пятеро из них дети.